# Danilo Avelar
Danilo Fernando Avelar (Paranavaí, 9 de junho de 1989) é um ex-futebolista brasileiro que atuava como zagueiro ou lateral-esquerdo.

## Carreira

### Início
Danilo Avelar fez a sua base pelo Paranavaí, Joinville, Paraná e Rio Claro que foi onde se profissionalizou. Pelo Rio Claro, Avelar atuou em 13 partidas entre 2008 a 2010.

### Karpaty Lviv
Em 10 de maio de 2010, foi emprestado ao Karpaty Lviv até dezembro do mesmo ano. O brasileiro acabou se destacando e assinou um contrato com o clube no final do ano.

### Schalke 04
Em janeiro de 2011, foi emprestado ao Schalke 04 e ganhou a DFB-Pokal nesse período. O técnico decidiu por não agregar o jogador à equipe para a próxima temporada e ele retornou ao clube ucraniano em junho.

### Cagliari
Em 17 de julho de 2012, foi emprestado ao Cagliari com opção de compra no final do período. Jogou pela primeira vez pelo clube na derrota por 2-0 contra o Genoa. Apesar de um começo difícil, pois o técnico Massimo Ficcadenti preferia o zagueiro Francesco Pisano, com a mudança de técnicos, conseguiu convencer e brigar pela titularidade. No final da temporada acabou sendo preterido por Nicola Murru, pois estava enfrentando problemas físicos e o seu concorrente estava numa crescente. O clube sardenho então exerceu a opção de compra, custando 1 milhão de euros.
Na temporada 2013-14, acabou por ter menos espaço no time titular em relação a Murru e no dia 31 de janeiro de 2014 tentaram emprestá-lo ao Leeds United, todavia falhou devido a problemas logísticos entre as companhias. Conseguira jogar 15 vezes no returno do campeonato italiano, apesar de duelar pela posição com Murru até o fim.
Marcou seu 1º gol no dia 19 de outubro de 2014 numa partida que acabou em empate de 2-2 com a Sampdoria, após saírem atrás do placar e o brasileiro encetar a reação convertendo seu pênalti. Uma semana depois, fez dois gols (um de falta e o outro cobrando pênalti) na vitória de 4-0 sobre o Empoli.

### Torino
Em 17 de junho de 2015, foi comprado a título definitivo pelo Torino por € 2,5 milhões mais o empréstimo do jovem Antonio Barreca, com quem assinou contrato de quatro anos.Em sua primeira temporada com a camisa granada, ele fez apenas oito jogos devido a várias lesões.

### Amiens
No dia 31 de agosto de 2017, foi emprestado ao Amiens por uma temporada.Ele fez sua estreia na primeira divisão francesa em 23 de setembro, na derrota por 1 a 0 para o Caen. No dia 4 de novembro marcou seu primeiro gol pelo time francês no empate em 1-1 contra o Montpellier, partida valendo pela 12ª rodada do campeonato.[carece de fontes?]

### Corinthians

#### 2018
No dia 20 de junho de 2018, foi emprestado para o Corinthians até o final de junho de 2019. Em 16 de setembro, Danilo marcou seu primeiro gol pelo clube alvinegro na vitória por 2–1 sobre o Sport ao completar assistência de Romero. 10 dias após o primeiro tento pelo Corinthians, Avelar fez o gol inicial da partida contra o Flamengo em triunfo por 2–1 válido pela Copa do Brasil, completando passe de Jadson e culminando com a eliminação do clube rubro negro. Apesar dos gols, ele encerrou a temporada sob críticas da imprensa e de torcedores.

#### 2019
Iniciou a temporada ainda sendo criticado pelo desempenho no ano passado, entretanto em 4 de fevereiro, ele marcou o gol que garantiu a vitória sobre Palmeiras em jogo do Paulistão, partida esta que foi o pontapé inicial para sua significativa melhora pelo clube alvi-negro. Em 20 do mesmo mês, marcou mais uma vez frente ao Avenida após completar assistência de Junior Sornoza, eliminando o clube gaúcho da Copa do Brasil. Marcou mais duas vezes em partidas contra o Oeste e Ituano em partidas vencidas por 1–0.
No dia 18 de julho de 2019, foi comprado pelo Corinthians por cerca de R$ 6,5 milhões, e assinou contrato até o fim de 2022.

#### 2020
Logo no início de 2020, mudou de posição e começou a jogar como zagueiro, devido às suas características defensivas e por ter um bom aproveitamento em bolas aéreas. Em 07 de outubro, sofreu um rompimento no ligamento cruzado anterior do joelho direito após disputar uma jogada com o meia Lucas Lourenço, em uma partida contra o Santos pelo Campeonato Brasileiro 2020. Precisou ser submetido a uma cirurgia para corrigir o problema, porém a previsão de recuperação era de 8 meses, programando seu retorno aos gramados somente em 2021.

#### 2021
No dia 23 de junho de 2021, se envolveu em uma polêmica após ser acusado de racismo em uma partida de CS:GO. Após a repercussão do caso, foi afastado do elenco e o Corinthians decidiu rescindir seu contrato, porém, como estava se recuperando de lesão, o clube teve de esperar a recuperação total do jogador para que pudesse liberá-lo. Em 27 de setembro, após o prazo final de inscrições, o Corinthians não inscreveu o jogador no Campeonato Brasileiro 2021. Em 14 de dezembro, após seis meses afastado, o diretor Roberto de Andrade reforçou que o jogador não vestiria mais a camisa do Corinthians e disse que resolveria a situação do atleta.

### América Mineiro
Em 12 de abril de 2022, foi emprestado para o América Mineiro. No mesmo dia, foi anunciado pelo clube mineiro com um contrato até o final da temporada. Fez a sua estreia pelo América no dia 4 de junho, na vitória por 2-1 contra o Cuiabá, no Independência, pelo Campeonato Brasileiro 2022. Marcou seu primeiro gol com a camisa do clube mineiro no dia 30 de junho, na vitória por 3-0 contra o Botafogo, no Independência, pelo Campeonato Brasileiro 2022. Em 19 de dezembro, acertou sua permanência no clube de Belo Horizonte.

### Aposentadoria
Em Junho de 2024 anunciou sua aposentadoria por meio das redes sociais.

## Títulos
Schalke 04
- Copa da Alemanha: 2010–11

Corinthians
- Campeonato Paulista: 2019

## Prêmios individuais
- Seleção do Campeonato Paulista: 2019